# 85 Tauri
85 Tauri är en misstänkt variabel i Oxens stjärnbild.
85 Tau har visuell magnitud +6,00 utan någon fastslagen amplitud eller periodicitet.